# Vùng đô thị Warszawa

Bản đồ thành phố Warszawa và vùng đô thị Warszawa

Vùng đô thị Warszawa (tiếng Ba Lan: Aglomeracja warszawska) là vùng đô thị của Warszawa, thủ đô của Ba Lan. Vùng đô thị bao gồm mười quận hạt trong tỉnh Masovia, với diện tích 3.000 km ² và dân số 2.631.902 người.
Giao thông công cộng trong các khu vực đô thị được phục vụ bởi Cơ quan Giao thông vận tải Warsaw (Zarząd Transportu Miejskiego).

## Các ngoại ô chủ yếu
| Ngoại ô             | Dân số  | Diện tích  |
| ------------------- | ------- | ---------- |
| Pruszków            | 53.803  | 19,15 km²  |
| Legionowo           | 50.600  | 13,56 km²  |
| Otwock              | 42.736  | 47 km²     |
| Wołomin             | 37.000  | 59,52 km²  |
| Piaseczno           | 32.978  | 16,3 km²   |
| Piastów             | 25.170  | 5,8 km²    |
| Ząbki               | 23.277  | 11,13 km²  |
| Marki               | 21.150  | 26,03 km²  |
| Łomianki            | 19.463  | 38,06 km²  |
| Ożarów Mazowiecki   | 19.137  | 71.34 km²  |
| Sulejówek           | 18.414  | 19,51 km²  |
| Kobyłka             | 17.586  | 20,05 km²  |
| Józefów             | 17.117  | 24 km²     |
| Zielonka            | 17.075  | 79,23 km²  |
| Konstancin-Jeziorna | 23.694  | 78 km²     |
| Karczew             | 10.600  | 81 km²     |
| Total               | 422.541 | 721,38 km² |